# 미구엘 길허미

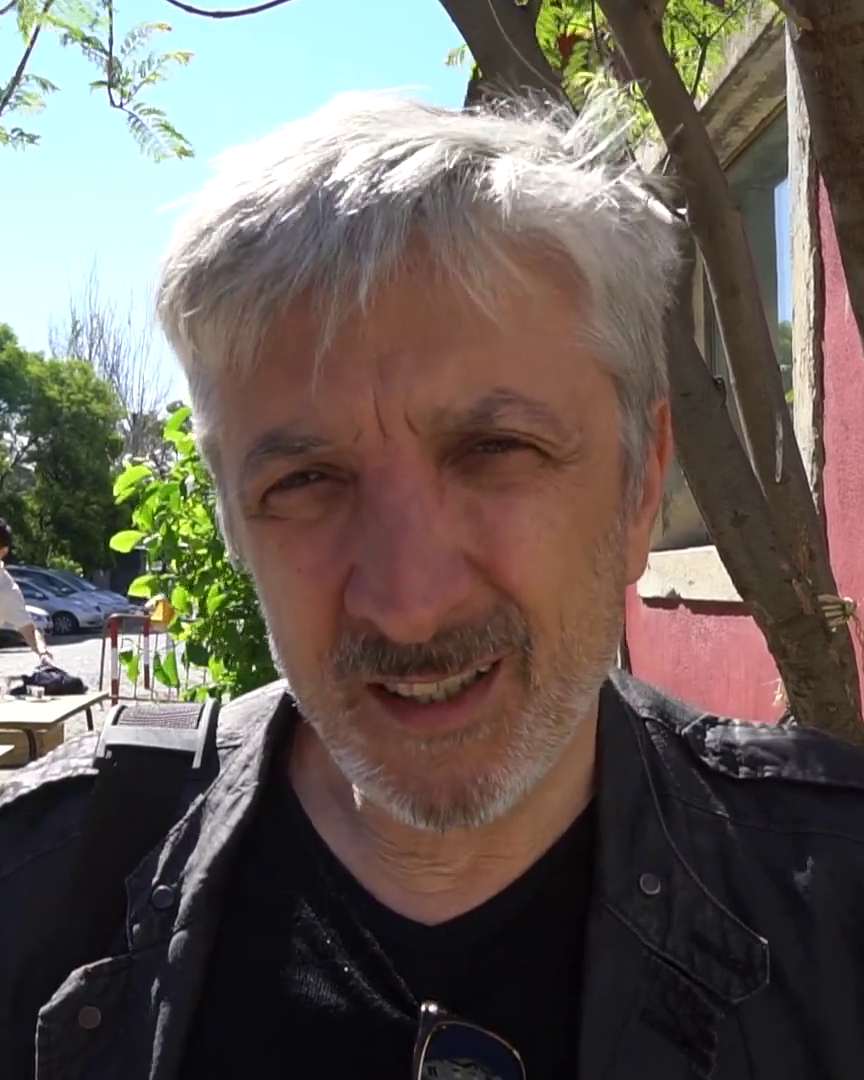

미구엘 길허미(Miguel Guilherme, 1958년 11월 15일 ~ )는 포르투갈의 배우이다.
리스본에서 태어났다.

## 영화
- 캡틴 팔콘 (2015년)
- 불안의 영화 (2010년)
- 금발 소녀의 기벽 (2009년)
- 앨리스 (2005년)
- 제5제국 (2004년)
- 말과 유토피아 (2000년)
- 영혼의 집 (1993년)
- 신곡 (1991년)
- 헛된 영광 (1990년)